# Vrútky
Vrútky (jusqu'en 1927 Dolné Vrútky et Horné Vrútky, allemand : Ruttek, hongrois : Ruttka) est une ville de la région de Žilina en Slovaquie, dans la région historique de Turiec.

## Histoire
La première mention écrite de la ville date de 1255. Du XIIIe siècle à 1927, le village est divisé en Bas Vrútky et Haut Vrútky (Dolné Vrútky et Horné Vrútky).
La construction du chemin de fer Žilina-Košice-Budapest en 1870-1872 transforme la fonction du village grâce à la jonction pour Martin.
Durant les périodes 1949-1954 et 1971-1990, le village était partie intégrante de la ville de Martin sous le nom de Martin-Vrútky. En 1990, la localité a accédé au statut de ville.

## Démographie

### Évolution de la population
| Année:               | 1994. | 2004.   | 2014.   | 2024.   |
| -------------------- | ----- | ------- | ------- | ------- |
| Nombre de personnes: | 7344  | 7275    | 7666    | 7397    |
| Différence:          |       | -0,93 % | +5,37 % | -3,50 % |

| Année:               | 2023. | 2024.   |
| -------------------- | ----- | ------- |
| Nombre de personnes: | 7399  | 7397    |
| Différence:          |       | -0,02 % |

## Villes jumelées
- Nymburk (Tchéquie)

## Galerie

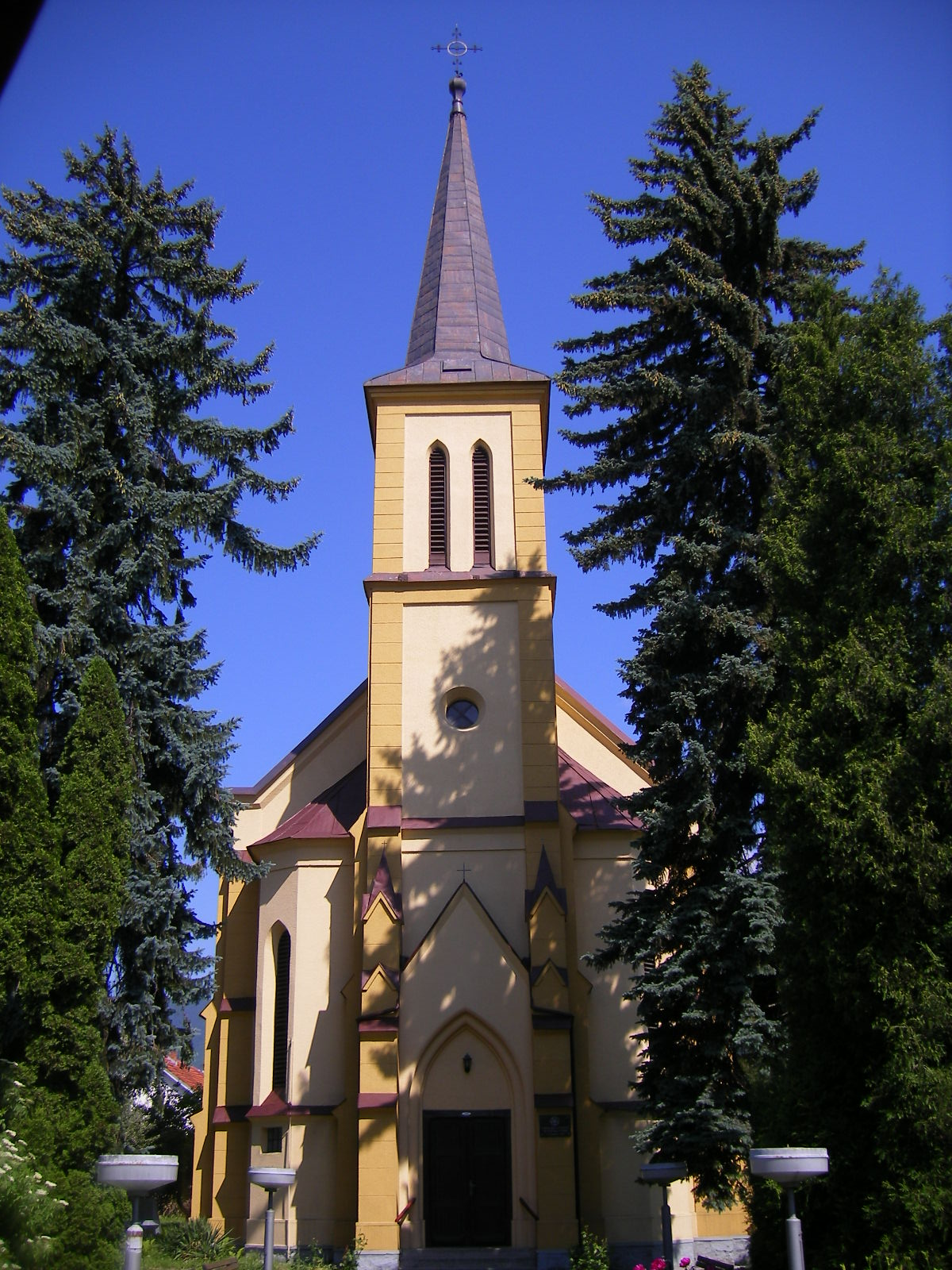
Temple évangélique, Vrútky
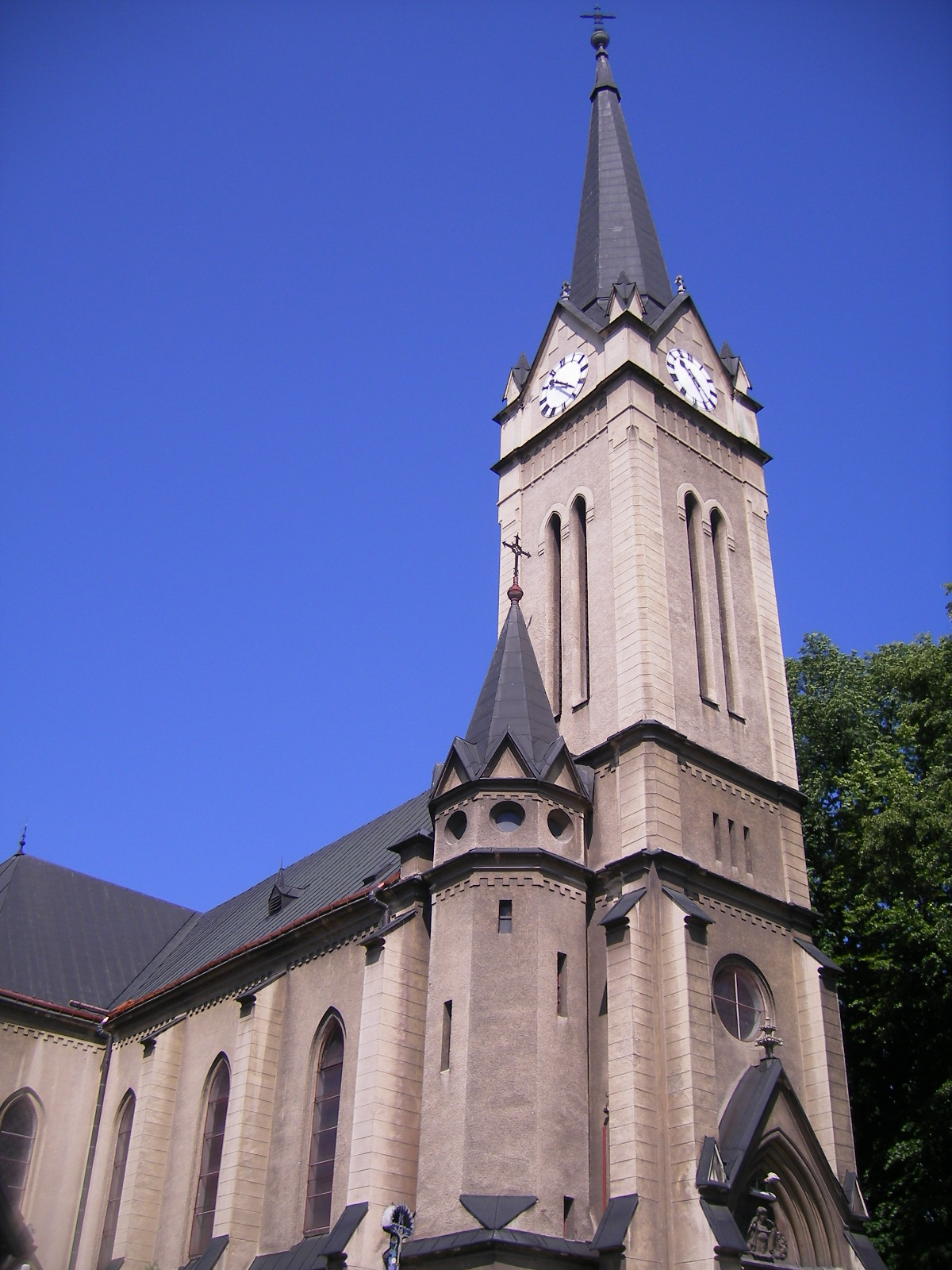
Église catholique, Vrútky